# 3707 Schröter
3707 Schröter este un asteroid din centura principală, descoperit pe 5 februarie 1934 de Karl Reinmuth.